# مدوسا (کمیک)
مدوسا (به انگلیسی: Medusa) یک شخصیت تخیلی و ابرقهرمانانه در کتاب‌های کامیک می‌باشد. این کاراکتر به دست استن لی و جک کربی خلق شده و در چهار شگفت‌انگیز شماره ۳۶ام (مارس ۱۹۶۵) معرفی شد.
جدا از کتاب‌های کامیک، شرکت مارول از مدوسا در دیگر کالاهای خود از جمله پوشاک، اسباب‌بازی، ورق بازی، انیمیشن‌های تلویزیونی و بازی‌های رایانه‌ای استفاده کرده است.
او که قدرت‌هایش شامل موهای گیرنده، زور، سرعت، استقامت، توانایی و انعطاف ابرانسانی می‌شود، در گروه‌هایی بعضاً ابرتبه‌کارانه چون خاندان سلطنتی ناانسان‌ها، چهار شگفت‌انگیز، چهار وحشتناک، بانوان آزادی‌بخش، اشراقیون و بنیاد آینده می‌کند.